# Roche-en-Forez
Roche-en-Forez, anciennement Roche jusqu'au 31 décembre 2024, est une commune française située dans le département de la Loire en région Auvergne-Rhône-Alpes, et faisant partie de Loire Forez Agglomération.

## Géographie

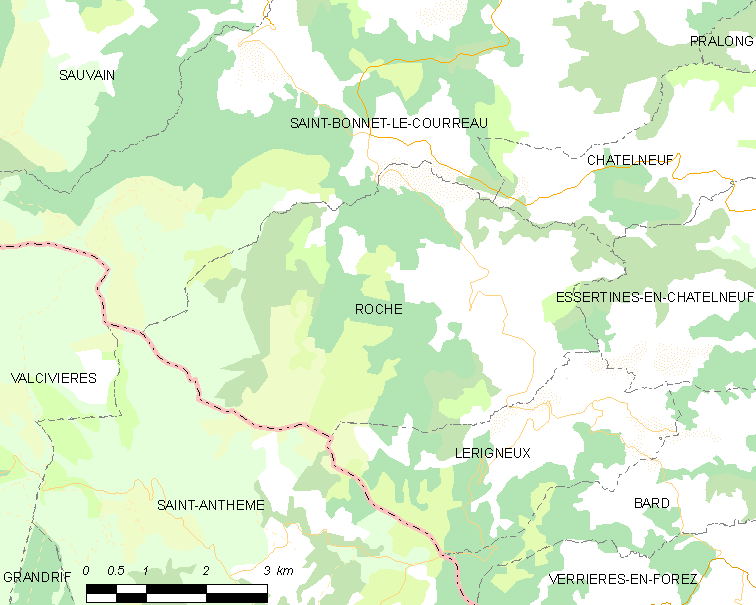
Localisation du village et des communes aux alentours

Roche se situe dans les monts du Forez qui surplombent la plaine du même nom. Plusieurs sommets se situent sur le territoire communal :
- Pic de Néel
- Pic du Bouchet (1 059 m)
- Pic de Chaudabry (1 063 m)
- Pic de la Côte
- Pic de Glizieux (1 256 m)
- Grande Pierre Bazanne (1 394 m)
- Roche Gourgon (1 420 m)

Liste non exhaustive des hameaux de Roche : Le Moulin, La Fougère, Néel, Montvadan, Glizieux, la Griotte, le Cognet, les Amaruts, le Montet, le Bouchet, les Cognières, Foin, Pivadan, Roche Béranne, Seynaud, le Champ, le Verney, Durel...
|                           | Saint-Bonnet-le-Courreau | Châtelneuf               |
|                           | Roche-en-Forez           | Essertines-en-Châtelneuf |
| Saint-Anthème Puy-de-Dôme |                          | Lérigneux                |

### Climat
Pour des articles plus généraux, voir Climat d'Auvergne-Rhône-Alpes et Climat de la Loire.
En 2010, le climat de la commune est de type climat des marges montargnardes, selon une étude du Centre national de la recherche scientifique s'appuyant sur une série de données couvrant la période 1971-2000. En 2020, Météo-France publie une typologie des climats de la France métropolitaine dans laquelle la commune est exposée à un climat de montagne ou de marges de montagne et est dans la région climatique Nord-est du Massif Central, caractérisée par une pluviométrie annuelle de 800 à 1 200 mm, bien répartie dans l’année.
Pour la période 1971-2000, la température annuelle moyenne est de 8,4 °C, avec une amplitude thermique annuelle de 15,6 °C. Le cumul annuel moyen de précipitations est de 1 015 mm, avec 11,3 jours de précipitations en janvier et 7,9 jours en juillet. Pour la période 1991-2020, la température moyenne annuelle observée sur la station météorologique de Météo-France la plus proche, « Saint-Anthème », sur la commune de Saint-Anthème à 10 km à vol d'oiseau, est de 6,9 °C et le cumul annuel moyen de précipitations est de 1 346,5 mm,. Pour l'avenir, les paramètres climatiques de la commune estimés pour 2050 selon différents scénarios d'émission de gaz à effet de serre sont consultables sur un site dédié publié par Météo-France en novembre 2022.

## Urbanisme

### Typologie
Au 1er janvier 2024, Roche est catégorisée commune rurale à habitat dispersé, selon la nouvelle grille communale de densité à sept niveaux définie par l'Insee en 2022.
Elle est située hors unité urbaine. Par ailleurs la commune fait partie de l'aire d'attraction de Montbrison, dont elle est une commune de la couronne,. Cette aire, qui regroupe 27 communes, est catégorisée dans les aires de moins de 50 000 habitants,.

### Occupation des sols
L'occupation des sols de la commune, telle qu'elle ressort de la base de données européenne d’occupation biophysique des sols Corine Land Cover (CLC), est marquée par l'importance des forêts et milieux semi-naturels (69,1 % en 2018), une proportion sensiblement équivalente à celle de 1990 (69,6 %). La répartition détaillée en 2018 est la suivante : 
forêts (50,9 %), prairies (26,7 %), milieux à végétation arbustive et/ou herbacée (18,2 %), zones agricoles hétérogènes (2,7 %), zones urbanisées (1,5 %). L'évolution de l’occupation des sols de la commune et de ses infrastructures peut être observée sur les différentes représentations cartographiques du territoire : la carte de Cassini (XVIIIe siècle), la carte d'état-major (1820-1866) et les cartes ou photos aériennes de l'IGN pour la période actuelle (1950 à aujourd'hui).

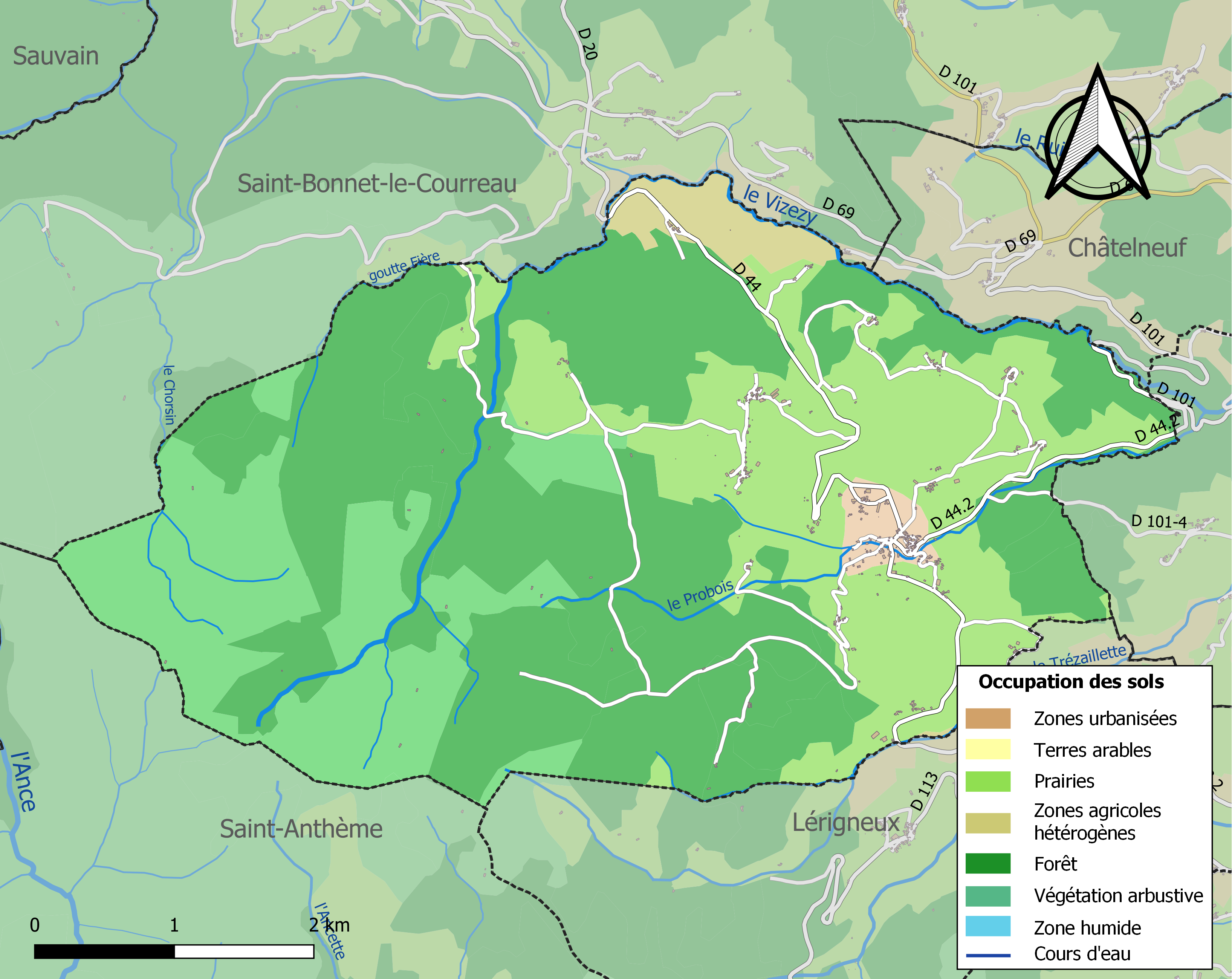
Carte des infrastructures et de l'occupation des sols de la commune en 2018 (CLC).

## Toponymie
Le 8 août 2024, la modification du nom de la commune en Roche-en-Forez est parue au Journal officiel pour une date d'effet au 1er janvier 2025.

## Politique et administration
| Période                                  | Période        | Identité              | Étiquette      | Qualité                                                                 |
| ---------------------------------------- | -------------- | --------------------- | -------------- | ----------------------------------------------------------------------- |
| Les données manquantes sont à compléter. |                |                       |                |                                                                         |
| mars 1971                                | février 1993   | Alexandre Moulin      | Sans étiquette | Artisan plombier chauffagiste/Agriculteur                               |
| février 1993                             | mars 2001      | Noël Viallard         | Sans étiquette | Co-gérant de Goure Siège (entreprise de fabrication de chaises en bois) |
| mars 2001                                | mars 2008      | Elisabeth Grandpierre | Sans étiquette | Mère au foyer                                                           |
| mars 2008                                | septembre 2015 | Philippe Gourbière    | Sans étiquette | Agriculteur                                                             |
| Septembre 2015                           | Juillet 2020   | David Delacellery     | Sans étiquette | Sableur                                                                 |
| juillet 2020                             | En cours       | Christelle Masson     | Sans étiquette | Agricultrice                                                            |

Roche faisait partie de la communauté d'agglomération de Loire Forez de 2003 à 2016 puis a intégré Loire Forez Agglomération.

## Démographie
L'évolution du nombre d'habitants est connue à travers les recensements de la population effectués dans la commune depuis 1793. Pour les communes de moins de 10 000 habitants, une enquête de recensement portant sur toute la population est réalisée tous les cinq ans, les populations de référence des années intermédiaires étant quant à elles estimées par interpolation ou extrapolation. Pour la commune, le premier recensement exhaustif entrant dans le cadre du nouveau dispositif a été réalisé en 2007.

En 2022, la commune comptait 252 habitants, en évolution de −2,7 % par rapport à 2016 (Loire : +1,32 %, France hors Mayotte : +2,11 %).
| 1793 | 1800 | 1806 | 1821 | 1831 | 1836 | 1841 | 1846 | 1851 |
| ---- | ---- | ---- | ---- | ---- | ---- | ---- | ---- | ---- |
| 450  | 519  | 584  | 645  | 617  | 630  | 644  | 662  | 677  |

| 1856 | 1861 | 1866 | 1872 | 1876 | 1881 | 1886 | 1891 | 1896 |
| ---- | ---- | ---- | ---- | ---- | ---- | ---- | ---- | ---- |
| 650  | 602  | 625  | 607  | 605  | 655  | 644  | 662  | 651  |

| 1901 | 1906 | 1911 | 1921 | 1926 | 1931 | 1936 | 1946 | 1954 |
| ---- | ---- | ---- | ---- | ---- | ---- | ---- | ---- | ---- |
| 609  | 580  | 554  | 477  | 466  | 440  | 441  | 454  | 435  |

| 1962 | 1968 | 1975 | 1982 | 1990 | 1999 | 2006 | 2007 | 2012 |
| ---- | ---- | ---- | ---- | ---- | ---- | ---- | ---- | ---- |
| 386  | 376  | 320  | 316  | 287  | 253  | 268  | 270  | 271  |

| 2017 | 2022 | - | - | - | - | - | - | - |
| ---- | ---- | - | - | - | - | - | - | - |
| 254  | 252  | - | - | - | - | - | - | - |

## Culture locale et patrimoine

### Lieux et monuments
À voir : la plaque commémorative des maquisards sur une jasserie, le long du chemin de Glizieux, où avait eu lieu un parachutage de ravitaillement pour le maquis de Roche pendant la Seconde Guerre mondiale.
- Église Saint-Martin de Roche. L'édifice a été inscrit au titre des monuments historiques en 1927[19].

### Héraldique
|  | Les armoiries de Roche-en-Forez se blasonnent ainsi : Coupé: au 1er d'or à la forêt de sapins isolée de sinople, au 2e parti au I d'argent à la roue de moulin de sable, au II de gueules au dauphin d'or; à la fasce ondée d'azur brochant sur le coupé et chargée, à dextre d'un sabot contourné d'or et bridé de sable et, à senestre de deux tours droites d'or, celle de senestre plus petite. |